# Złotniki (województwo kujawsko-pomorskie)
Złotniki – wieś w województwie kujawsko-pomorskim, w powiecie żnińskim, w gminie Rogowo.
W latach 1975–1998 miejscowość należała administracyjnie do województwa bydgoskiego. Według Narodowego Spisu Powszechnego (III 2011 r.) liczyła 587 mieszkańców. Jest drugą co do wielkości miejscowością gminy Rogowo.

## Zabytki
Według rejestru zabytków NID na listę zabytków wpisany jest zespół dworski z końca XIX w., nr rej.: A/225/1-2 z 10.06.1987:
- dwór, 1880 r.
- park.